# Ferriol de Viena
Ferriol (Gàl·lia, segona meitat del segle iii - Viena del Delfinat, ca. 250 o 304) fou un militar romà, mort màrtir per la fe cristiana. És venerat com a sant per diverses confessions cristianes.

## Biografia
Ferreolus va ser un tribú militar de l'exèrcit romà, a la guarnició de Vienna Allobrogorum (actual Viena del Delfinat), prop de la ciutat de Lió. Durant la persecució de l'emperador Deci, a mitjan segle iii (altres fonts parlen de Dioclecià, cap al 303 o 304), el governador Crispí ordenà que tothom fes sacrificis als déus. Quan Ferriol va negar-s'hi, fou detingut com a cristià i torturat. Empresonat, va escapar del calabós i fugí; fou detingut, però, quan anava a travessar el riu Ger i fou decapitat al mateix lloc on fou trobat.
Els cristians de la zona l'enterraren en aquell lloc, a la confluència del Roine i el Ger. Les seves relíquies es troben avui a l'església edificada en aquell, lloc, Saint-Férreol, al lloc de Saint-Romain-en-Gal.
Venerat com a sant, la seva festivitat és el 18 de setembre.
Existeix una tradició que assegura que la ciutat gallega del Ferrol es diu així perquè el sant hi va anar a evangelitzar

## Llegenda catalana: Ferriol de Besalú
Tradicionalment, s'explica la història d'en Ferriol com a cap d'una colla de bandolers de la vila de Besalú, a la Garrotxa. Ferriol tenia el costum d'anar a la taverna després de robar, on s'apostava qui podia mantenir l'equilibri havent begut força vi. Com que en Ferriol era molt creient també anava a confessar-se després de delinquir; un sacerdot li digué: "El que no vulguis per tu, no ho vulguis per ningú".
El lladre va reflexionar i va decidir deixar de robar; en dir-ho, els seus companys lladres el prengueren per traïdor, es barallaren i el mataren. Aleshores, l'enterraren al celler de la taverna sota una bóta de vi. Miraculosament, el vi d'aquella bóta mai deixava de rajar, fins que un dia el taverner el va descobrir enterrat i es va adonar que en Ferriol tocava amb la punta del dit la misteriosa bóta. Des d'aquell moment en Ferriol es convertí en sant i diu la llegenda que els companys de la taverna li dedicaren un ball per agrair-li el vi que mai no s'acabava, el conegut ball de Sant Ferriol.
La dita ésser com la bóta de Sant Ferriol es basa en aquesta llegenda, referint-se a qualsevol cosa que dura molt, que dona molt de si o que sembla que no s'acabi mai.
Amb sant Dimes, és considerat el patró dels lladres: es deia que per celebrar-ho el dia 18 de setembre, dia de la seva festa, no feien cap robatori.
A set kilòmetres de Besalú hi ha el lloc de Sant Ferriol, on s'originà la llegenda. Hi ha una ermita dedicada al sant on hi ha una relíquia que se li atribueix. Se'n tenen notícies des del segle xiii, tot i que l'edifici actual és del XV. El tercer diumenge de setembre s'hi fa un aplec.